# Felsőpojény
Felsőpojény (Poienii de Sus), település Romániában, a Partiumban, Bihar megyében.

## Fekvése
Belényestől délkeletre, a Bihar-hegység alatt, a Fekete-Körös jobb oldali mellékvize, a petrószi patak mellett fekvő település.

## Története
Felsőpojény nevét 1587-ben említette először oklevél Felseopöen néven.
1600-ban Felsepoyn, 1692-ben 'Felsö Poyen, 1808-ban Pojen (Felső-), Pojenyile de szusz, 1913-ban Felsőpojény néven írták. 
A falu földesura a nagyváradi görögkatolikus püspökség volt.
1851-ben Fényes Elek írta a faluról:
Felső-Poény, 769 óhitü lakossal, anyatemplommal. Urbéri szántó 300, rét 200, legelő 300, majorsági erdő 1500 hold. Földesura a váradi görög püspök.

## Nevezetességek
- Ortodox fatemploma – 1881-ben épült.

## Hivatkozások

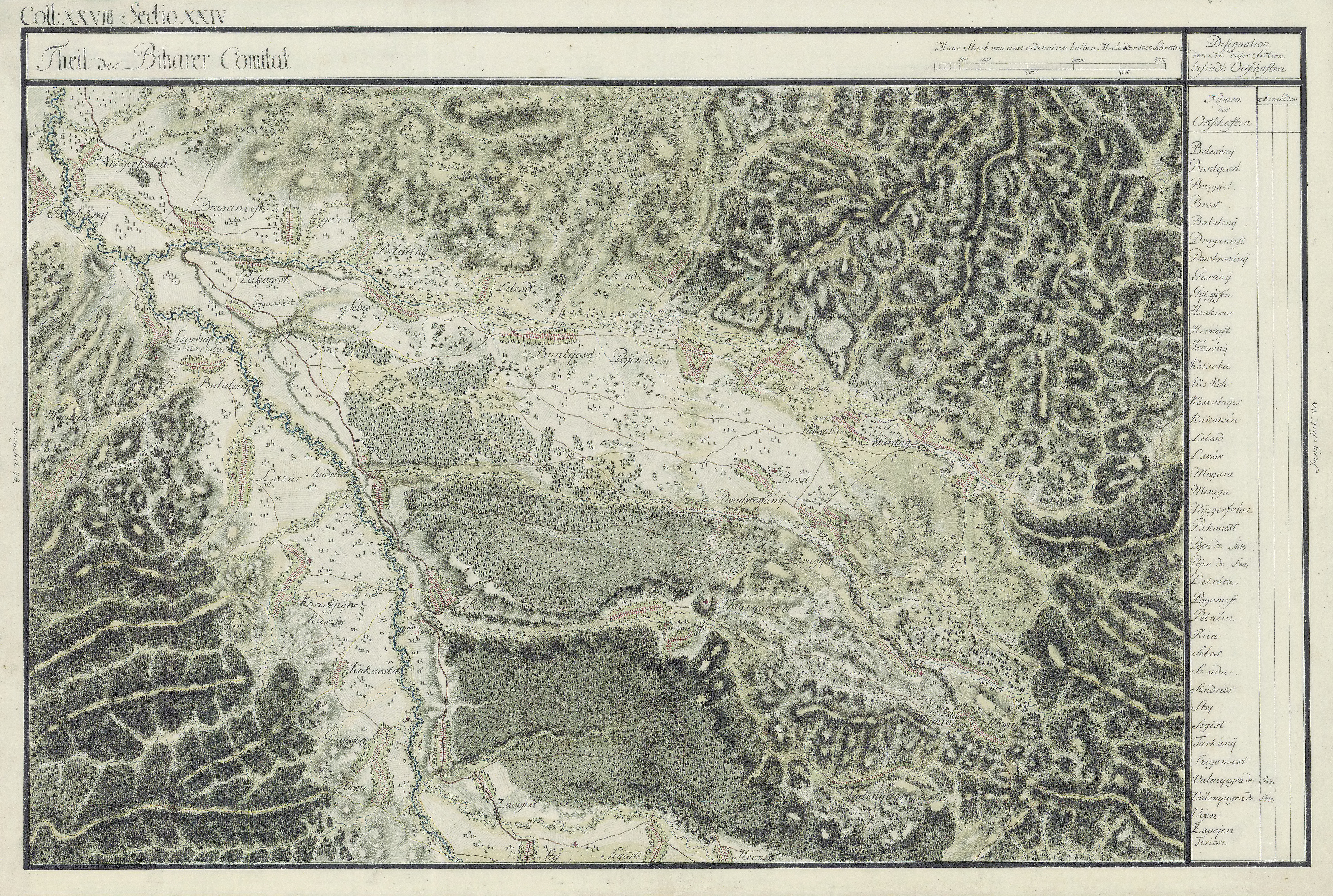
Felsőpojény egy régi térképen